# Гродеково (Хабаровский край)

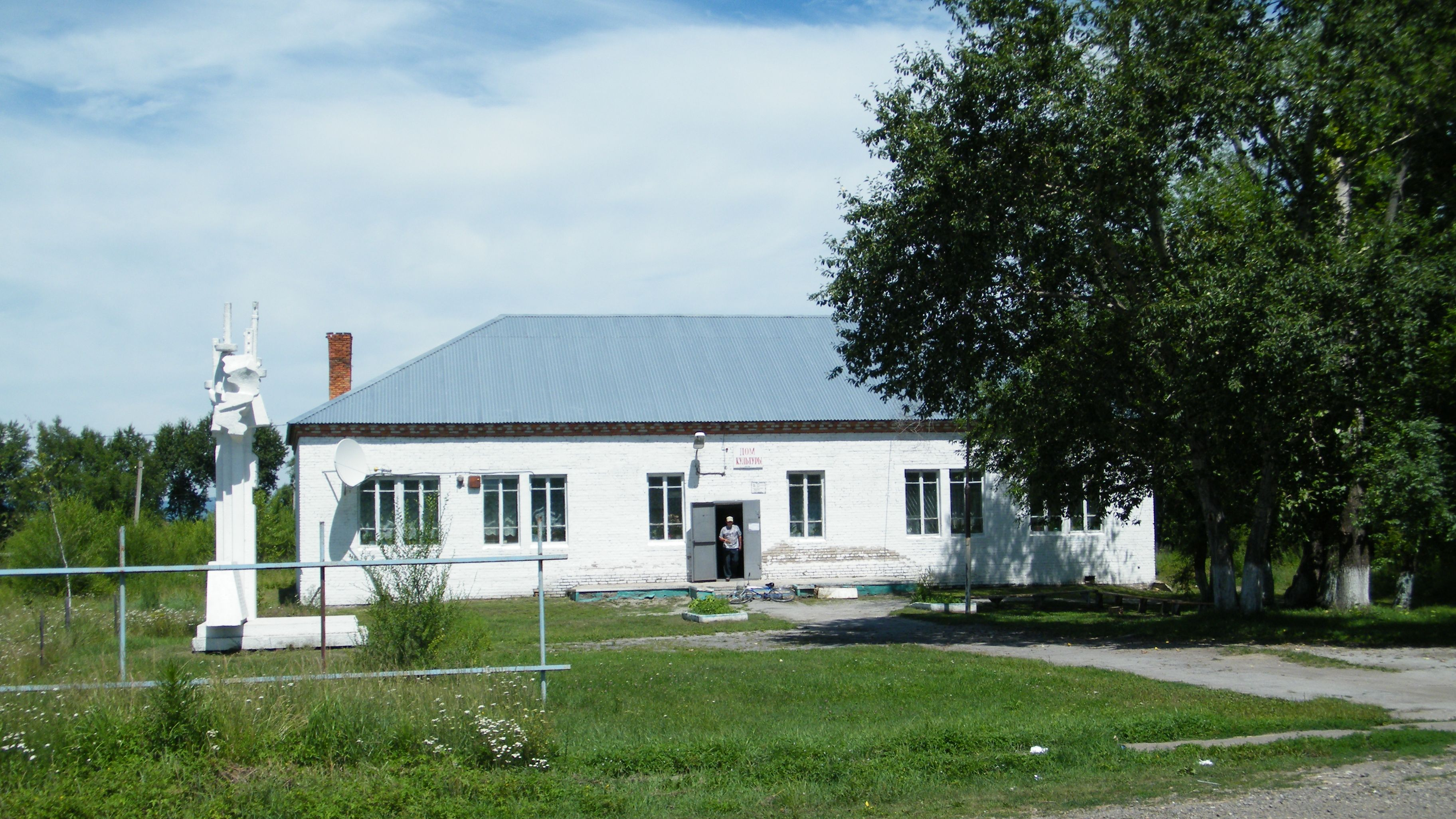
Сельский клуб и памятник погибшим на фронте односельчанам.

Гроде́ково — село в районе имени Лазо Хабаровского края. Входит в состав Могилёвского сельского поселения.

## Этимология
Названо в честь Николая Ивановича Гродекова (1843—1913), Приамурского генерал-губернатора.

## География
Село Гродеково стоит на правом берегу реки Кия. Расположено в 3 км к западу от районного центра посёлка Переяславка.
От Гродеково на запад идёт дорога к селу Могилёвка и далее к российско-китайской границе.

## Население
| 1915 | 1992  | 2002  | 2010  | 2011  | 2012  | 2021  |
| ---- | ----- | ----- | ----- | ----- | ----- | ----- |
| 523  | ↗1700 | ↘1227 | ↘1152 | ↘1151 | ↗1176 | ↘1165 |

## Улицы
| - ул. 40 лет Победы, - ул. Блюхера, - ул. Веринская, - ул. Воронежская, - ул. Гагарина, - ул. Дружбы, | - ул. Заозёрная, - ул. Кирова, - ул. Колхозная, - пер. Комсомольский, - ул. Краснооктябрьская, - ул. Набережная, | - ул. Первомайская, - ул. Полевая, - ул. Чкалова, - ул. Школьная, - ул. Юбилейная, - ул. Южная. |

## Экономика
Жители занимаются сельским хозяйством.